# Сарыбагыш
Сарыбагыш — крупное родоплеменное объединение в составе правого крыла киргизов.

## Этимология
Тюркское слово «багыш» является отглагольным существительным, образовавшимся с помощью аффикса «-ыш», где глагол «бак-/бағ-/бай-» означает «связывать», «завязывать», «объединять». В основе «бағ» Севортян видел значение конфедерации кланов, объединившихся на договорных началах.
Народная этимология названия племени выводится от киргизских слов «сары» (жёлтый) и «багыш» (лось). Лоси не встречаются в фауне Кыргызстана, поэтому некоторые ранние исследователи пытались связать происхождение племени с таежной зоной Южной Сибири.

## Происхождение
Генеалогическое предание о происхождении багышей в варианте Тургунбека Алыбекова:
Когда Чингисхан победил Найманское ханство на Алтае, киргизы, которые веками находились там в ссылке из-за врагов захвативших Туркестан, вернулись в Тенир-Тоо. Тогда киргизами правил Жанкороз. От него родился Чамас. В период правления Жанкороза и Чамаса, Чингисхан завоевал Туркестан и разделил земли по улусам среди сыновей. Киргизы оказались в улусе Чагатая. Чагатай поделил киргизов на два багыша и поставил над ними Чамаса. От Чамаса произошли Ак уул и Куу уул. Ак уул стал бием первого багыш — оң багыш (правый багыш). Куу уул стал бием второго багыш — сол багыш (левый багыш). Слово «багыш» могло означать место расселения (аймак) значительных родов. Чтобы различать багышей стали называть с тех пор — сары багыш [правое крыло/тагай], кара багыш [правое крыло/адигине], чоң багыш [левое крыло].
Сарыбагыш (Дөөлөс) — сын Кылжыра и внук Тагай-бия.
В рукописи XVI века Маджму ат-Таварих, приводится генеалогия киргизских родов, где Дөөлөс указан сыном Тагай-бахадура.

## Генетика
У представителей сарыбагыш наблюдаются высокие значения гаплогруппы R1a1a.

## Структура племени и расселение
Сарыбагыш состоит из подразделений: эсенкул, атаке, черикчи и надырбек. Включает в себя рода калмакы, жантай, сүтөй, чертике, жарбан, чоң өтүк, абыла, молой, чечей, чагалдак, сабыр.
Группами казахского происхождения внутри сарыбагыш считаются рода абыла, сабыр и чагалдак, сартского происхождения — жумаш уулу, ойратского происхождения — калмаки.
Исторически населяют северо-восточную часть Нарынской и восточную часть Чуйской областей, а также северо-западную часть Иссык-Кульской области.